# Guy François
Guy François (18 de setembro de 1947 - Montreal, 3 de junho de 2019) foi um futebolista profissional haitiano que atuava como meio-campista.

## Carreira
Guy François fez parte do elenco histórico da Seleção Haitiana de Futebol, na Copa do Mundo de 1974, ele teve duas presenças.

## Ligações Externas
- Perfil em Fifa.com (em inglês)